# Ilmtal
Ilmtal település Németországban, azon belül Türingiában. Lakosainak száma 3752 fő (2016. április 30.).

## Népesség
A település népességének változása:

| 2010 | 3 925 |
| 2016 | 3 752 |